# Пливање на Летњим олимпијским играма 2024 — 100 м делфин за жене
Трке на 100 метара делфин стилом за жене на Летњим олимпијским играма 2024. одржале су се 27. јуна (квалификације и полуфинале) и 28. јула (финале) на базену Дефанс арене у Паризу. Трка на 100 метара делфин стилом за жене је по 18. пут била део званичног олимпијског програма од њеног званичног дебија на ЛОИ 1956. године. 
За трке у овој дисциплини биле су пријављене 32 такмичарке из 26 земаља. Титулу олимспијске првакиње освојила је Американка Тори Хаск која је у финалној трци за свега 4 стотинке била бржа од сународњакиње и актуелне светске и олимпијске рекордерке Гречен Волш, којој је припала сребрна медаља. Бронзу је освојила репрезентативка Кине Џанг Јуфеј.

## Освајачи медаља
|                 | Резултат |                   | Резултат |                  | Резултат |
|                 |          |                   |          |                  |          |
| Тори Хаск (USA) | 55.59    | Гречен Волш (USA) | 55.63    | Џанг Јуфеј (CHN) | 56.21    |

## Званични рекорди
Пре почетка такмичења, званични рекорди у овој дисциплини су били следећи:
|                      | Име                | Резултат | Место                   | Датум           |
| -------------------- | ------------------ | -------- | ----------------------- | --------------- |
| Светски рекорд СР    | Гречен Волш (САД)  | 55.18    | Индијанаполис (САД)     | 15. јун 2024.   |
| Олимпијски рекорд ОР | Сара Шестрем (ШВЕ) | 55.48    | Рио де Жанеиро (Бразил) | 7. август 2016. |

Током такмичења су постигнути следећи рекорди:
| Датум   | Трка         | Пливачица   | Држава                    | Резултат | Рекорд |
| ------- | ------------ | ----------- | ------------------------- | -------- | ------ |
| 27. јул | Полуфинале 1 | Гречен Волш | Сједињене Америчке Државе | 55.38    | ОР     |

## Квалификационе норме
Квалификациона норма за учешће у овој дисциплини износила је 57.92 и све такмичарке које су испливали трку у том времену на неком од званичних такмичења у периоду између 1. марта 2023. и 23. јуна 2024, стекле су право да учествују на Ирама у Паризу. У случају да довољан број пливача нема испливану квалификациону норму, следећи параметар је било селекционо време од 58.21. Свака од земаља је имала право да учествује са по максимално два такмичара по дисциплини, под условом да оба такмичара имају испливану квалификациону норму. Одређен број учесничких квота је попуњен на основу специјалних позивница земљама које немају квалификованих спортиста у пливању.

## Резултати квалификација
Квалификационе трке у дисциплини 100 метара делфин за жене су пливане 27. јуна у јутарњем делу програма, са почетком од 11.00 часова по локалном времену (UTC+2). У квалификацијама су учествовале 32 пливачице из 26 земаља, пливало се у 4 квалификационе групе, а директан пласман у полуфинале остварило је 16 пливачица са најбољим резултатима.
| Пласман | Трка | Стаза | Пливачица            | НОК                       | Резултат         | Нап.  |
| ------- | ---- | ----- | -------------------- | ------------------------- | ---------------- | ----- |
| 1       | 2    | 4     | Џанг Јуфеј           | Кина                      | 56.50            | КВ    |
| 2       | 4    | 3     | Мизуки Хирај         | Јапан                     | 56.71            | КВ    |
| 3       | 3    | 4     | Тори Хаск            | Сједињене Америчке Државе | 56.72            | КВ    |
| 4       | 4    | 4     | Гречен Волш          | Сједињене Америчке Државе | 56.75            | КВ    |
| 5       | 2    | 5     | Ема Макион           | Аустралија                | 56.79            | КВ    |
| 6       | 4    | 5     | Ангелина Келер       | Немачка                   | 56.90            | КВ    |
| 7       | 3    | 5     | Меги Мак Нил         | Канада                    | 57.00            | КВ    |
| 8       | 3    | 6     | Александрија Перкинс | Аустралија                | 57.46            | КВ    |
| 9       | 4    | 1     | Барбора Семанова     | Чешка                     | 57.50            | КВ НР |
| 10      | 2    | 6     | Мари Вател           | Француска                 | 57.54            | КВ    |
| 10      | 4    | 7     | Рос Ванотердајк      | Белгија                   | 57.54            | КВ    |
| 12      | 3    | 3     | Луис Хансон          | Шведска                   | 57.57            | КВ    |
| 13      | 4    | 2     | Ерин Галагер         | Јужноафричка Република    | 57.80            | КВ    |
| 14      | 4    | 6     | Рикако Ике           | Јапан                     | 57.82            | КВ    |
| 15      | 3    | 2     | Теса Гиле            | Холандија                 | 57.89            | КВ    |
| 16      | 3    | 8     | Кијана Макинес       | Уједињено Краљевство      | 57.90            | КВ    |
| 17      | 2    | 3     | Лана Пудар           | Босна и Херцеговина       | 57.97            |       |
| 18      | 2    | 2     | Хејзел Оувхенд       | Нови Зеланд               | 58.03            |       |
| 19      | 3    | 7     | Ана Дундунаки        | Грчка                     | 58.14            |       |
| 20      | 1    | 4     | Хелена Розендал Бах  | Данска                    | 58.45            |       |
| 21      | 3    | 1     | Костанца Кокончели   | Италија                   | 58.66            |       |
| 22      | 2    | 8     | Елен Велши           | Ирска                     | 58.70            |       |
| 23      | 2    | 7     | Георгија Дамасјоти   | Грчка                     | 58.72            |       |
| 24      | 4    | 8     | Ребека Смит          | Канада                    | 58.85            |       |
| 25      | 1    | 5     | Лаура Кабанес        | Шпанија                   | 59.40            |       |
| 26      | 1    | 6     | варсеник Манучарјан  | Јерменија                 | 1:01.24          |       |
| 27      | 1    | 2     | Уми Диоп             | Сенегал                   | 1:01.82          |       |
| 28      | 1    | 1     | Ана Нижарадзе        | Грузија                   | 1:02.85          |       |
| 29      | 1    | 3     | Луана Алонсо         | Парагвај                  | 1:03.09          |       |
| 30      | 1    | 7     | Марија Шуцмајер      | Никарагва                 | 1:03.18          |       |
| 31      | 1    | 8     | Хејли Хој            | Есватини                  | 1:08.36          |       |
|         | 2    | 1     | Виола Ското ди Карло | Италија                   | Дисквалификована |       |

### Резултати полуфинала
Полуфиналне трке су пливане 27. јула у вечерњем делу програма, са почетком од 20.30 часова. Осам првопласираних такмичарки је изборило палсман у финале. 
| Пласман | Трка | Стаза | Пливачица            | НОК                       | Резултат | Нап.  |
| ------- | ---- | ----- | -------------------- | ------------------------- | -------- | ----- |
| 1       | 1    | 5     | Гречен Волш          | Сједињене Америчке Државе | 55.38    | КВ ОР |
| 2       | 2    | 5     | Тори Хаск            | Сједињене Америчке Државе | 56.00    | КВ    |
| 3       | 2    | 4     | Џанг Јуфеј           | Кина                      | 56.15    | КВ    |
| 4       | 1    | 3     | Ангелина Келер       | Немачка                   | 56.55    | КВ    |
| 4       | 2    | 6     | Меги Мак Нил         | Канада                    | 56.55    | КВ    |
| 6       | 2    | 3     | Ема Макион           | Аустралија                | 56.74    | КВ    |
| 7       | 1    | 4     | Мизуки Хирај         | Јапан                     | 56.80    | КВ    |
| 8       | 1    | 7     | Луис Хансон          | Шведска                   | 56.93    | КВ    |
| 9       | 1    | 2     | Мари Вател           | Француска                 | 57.24    |       |
| 10      | 2    | 7     | Рос Ванотердајк      | Белгија                   | 57.25    | НР    |
| 11      | 1    | 1     | Рикако Ике           | Јапан                     | 57.59    |       |
| 12      | 2    | 2     | Барбора Семанова     | Чешка                     | 57.64    |       |
| 13      | 1    | 6     | Александрија Перкинс | Аустралија                | 57.84    |       |
| 14      | 2    | 1     | Ерин Галагер         | Јужноафричка Република    | 57.90    |       |
| 15      | 2    | 8     | Теса Гиле            | Холандија                 | 57.91    |       |
| 16      | 1    | 8     | Кијана Макинес       | Уједињено Краљевство      | 58.11    |       |

### Резултати финала
Финална трка је пливана 28. јула у вечерњем делу програма, са почетком од 20.40 часова по локалном времену.
| Пласман | Стаза | Пливачица      | НОК                       | Резултат | Нап. |
| ------- | ----- | -------------- | ------------------------- | -------- | ---- |
|         | 5     | Тори Хаск      | Сједињене Америчке Државе | 55.59    |      |
| 2       | 4     | Гречен Волш    | Сједињене Америчке Државе | 55.63    |      |
| 3       | 3     | Џанг Јуфеј     | Кина                      | 56.21    |      |
| 4       | 6     | Ангелина Келер | Немачка                   | 56.42    |      |
| 5       | 2     | Меги Мак Нил   | Канада                    | 56.44    |      |
| 6       | 7     | Ема Макион     | Аустралија                | 56.93    |      |
| 7       | 1     | Мизуки Хирај   | Јапан                     | 57.19    |      |
| 8       | 8     | Луис Хансон    | Шведска                   | 57.34    |      |